# Drapeau du Brandebourg
Le drapeau du Brandebourg est un drapeau composé de deux bandes horizontales rouge et blanche portant les armoiries du Brandebourg en son centre. Les armoiries représentent un bouclier blanc apposé derrière un aigle rouge aux ailes décorées de trèfles dorés.
Bien que créé en 1989, le drapeau fut adopté dans sa forme actuelle le 30 janvier 1991.

## Historique
La marche de Brandebourg est un État central du Saint-Empire romain germanique qui donnera par la suite naissance au Royaume de Prusse puis à l'Empire Allemand. L'aigle rouge de la marche de Brandebourg (en allemand : Märkischer Adler), présent sur le drapeau du Brandebourg, est adopté par Gero 1er au Xe siècle.
Les couleurs rouge et blanche arborées par le drapeau du Brandebourg proviennent du drapeau bicolore rouge et blanc de la Province de Brandebourg, une province du Royaume de Prusse puis de l'État libre de Prusse. 
En 1945, un nouveau drapeau arborant les nouvelles armoiries créées après la Seconde Guerre mondiale est élaboré. En 1952, lorsque la République démocratique allemande décide de dissoudre les États existants, le drapeau tombe dans l'oubli. Il faudra attendre 1990 pour que les couleurs rouge et blanche soient à nouveau adoptées en tant que couleurs du drapeau d'État.

## Galerie
|                             |
| Nouvelle-Marche (1535–1571) |

|                                 |
| Marche de Brandebourg (c. 1684) |

|                                   |
| Marche de Brandebourg (1660–1750) |

|                                            |
| Province prusse de Brandebourg (1815–1945) |

|                                  |
| État de Brandebourg (1947-1952). |